# Hydrocanthus prolixus
Hydrocanthus prolixus is een keversoort uit de familie diksprietwaterkevers (Noteridae). De wetenschappelijke naam van de soort werd in 1904 gepubliceerd door David Sharp.